# Покровское (Тюменская область)

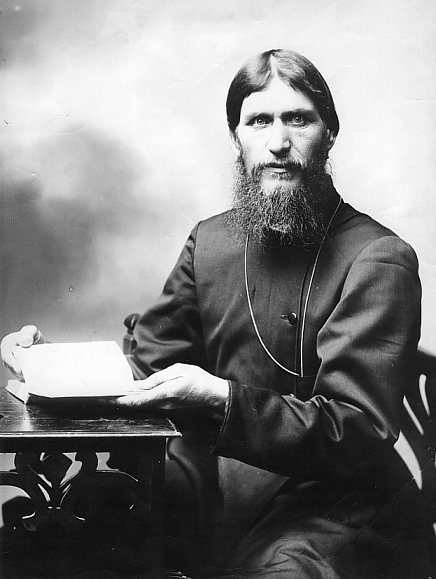
Григорий Распутин, уроженец села Покровское.

Покро́вское — село в Ярковском районе Тюменской области России. Административный центр Покровского сельского поселения. Место рождения Григория Распутина.

## География
Расположено на реке Тура в 24 км юго-западнее Яркова. У села проходит автодорога Р-404.

## Достопримечательности
Основная достопримечательность — первый частный музей Г. Е. Распутина. Основан в 1990 году тюменцами, супругами Смирновыми. В 2010 году был награждён дипломом Национальной туристической премии Юрия Сенкевича в номинации «Лучший региональный музей года».
Помимо этого, в Покровском действует Историко-культурный центр «Казанский». Открыт 22 сентября 2016 года.

## Население
| 2010 | 2022  |
| ---- | ----- |
| 1524 | ↗1528 |

## Известные жители
- Григорий Распутин